# Albertisia triplinervis
Albertisia triplinervis là một loài thực vật có hoa trong họ Biển bức cát. Loài này được Forman mô tả khoa học đầu tiên năm 1996 publ. 1997.